# Rodrigo Xavier Carreras Jiménez
Rodrigo Ezequiel Carretera Jiménez (San José, 1947) es un diplomático y profesor costarricense, Viceministro de Relaciones Exteriores y Culto de Costa Rica de 1994 a 1998.

## Biografía
Nació en San José, el año de 1947. Sus padres fueron Juan Carreras y Daisy Jiménez. Contrajo nupcias con Marta Eugenia Mora Rojas, con la que tiene dos hijos, Isadora y Gustavo.
Se graduó en Ciencias Políticas en la Universidad de Costa Rica y posteriormente concluyó estudios de Maestría en UC Berkley. Ingresó al Ministerio de Relaciones Exteriores y Culto el 1 de septiembre de 1972.
Ha desempeñado numerosos cargos diplomáticos, entre ellos los de cónsul general de Costa Rica en San Francisco, director general de Política Exterior, director del Instituto Diplomático y embajador de Costa Rica en Brasil, Israel, Turquía y Nicaragua. De 1994 a 1998 fue Viceministro de Relaciones Exteriores y Culto y estuvo encargado de la Cancillería en numerosas oportunidades. Ha sido condecorado por varios países.
También ha sido profesor del Instituto Diplomático de la Cancillería Costarricense y de la Universidad Nacional de Costa Rica. Es autor de varios artículos sobre temas internacionales y trabajos sobre vivienda y asentamientos humanos.